# Saria
Saria (řecky Σαρία) je řecký ostrov v souostroví Dodekany v jihovýchodní části Egejského moře. Nachází se 100 m severně od ostrova Karpathos, s nímž tvoří jednu obec.

## Geografie
Ostrov má mírně protažený tvar v severojižním směru v délce 8 km, přičemž v jižní části je nejširší 4,5 km. Rozloha ostrova je 20,429 km².

## Obyvatelstvo
Ve vnitrozemí severní části ostrova se nachází jediná vesnice. Stálých obyvatel k roku 2011 měla 45.